# 운남초등학교 (전남)
운남초등학교는 대한민국 전라남도 무안군에 있는 초등학교다.

## 학교 연혁
- 1937년 3월 24일 망운공립보통학교 운남분교장 인가
- 1938년 4월 12일 운남공립심상소학교로 개교
- 1996년 3월 1일 운남초등학교로 개칭
- 1997년 3월 1일 내리초등학교 통합
- 1999년 9월 1일 성내초등학교 통합
- 2013년 3월 1일 제35대 김정호 교장 취임
- 2015년 2월 13일 제74회 졸업식(누계 7,798명)